# 法華寺 (北海道松前町)

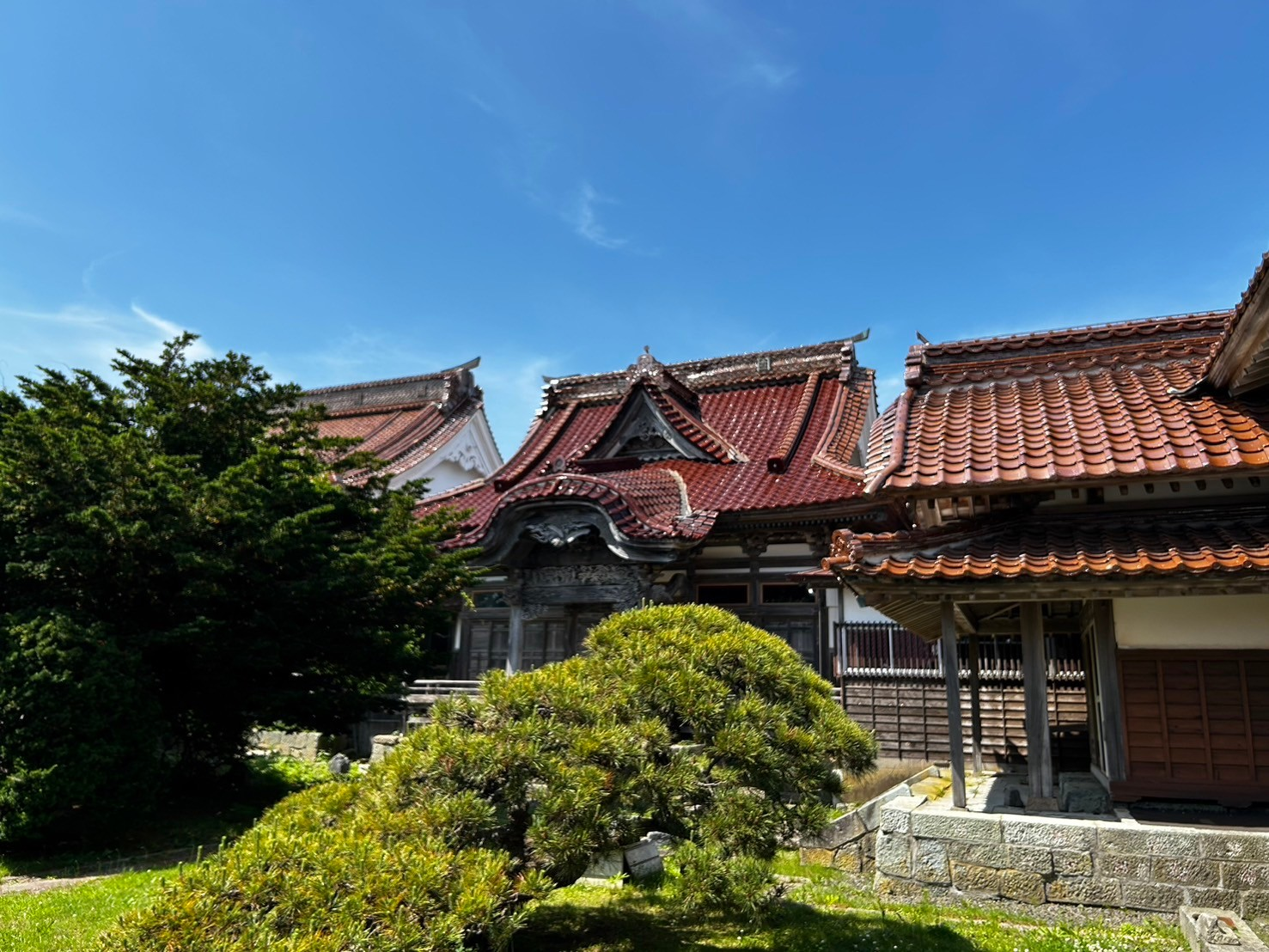
祖師堂（中央の建物）

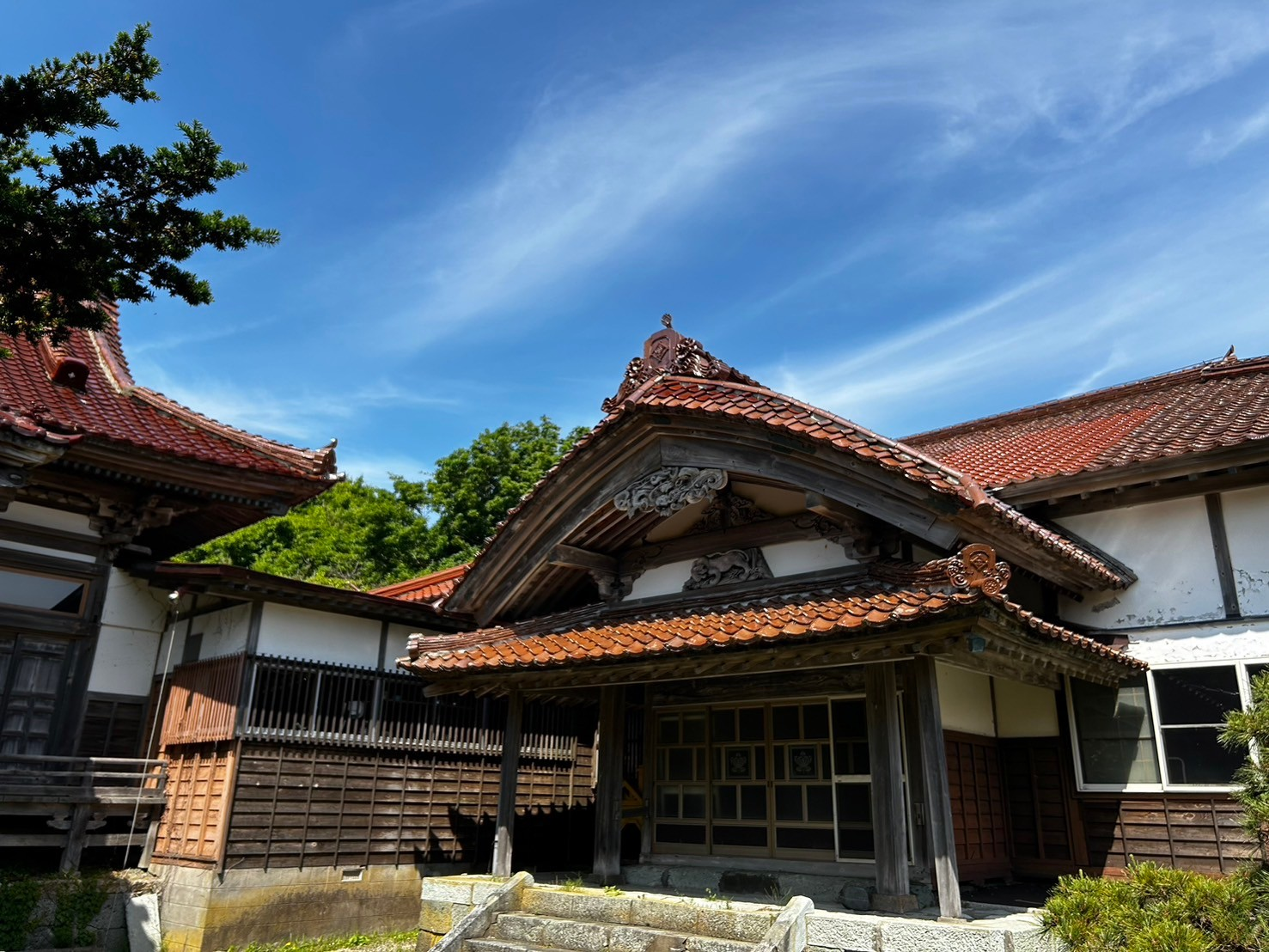
客殿

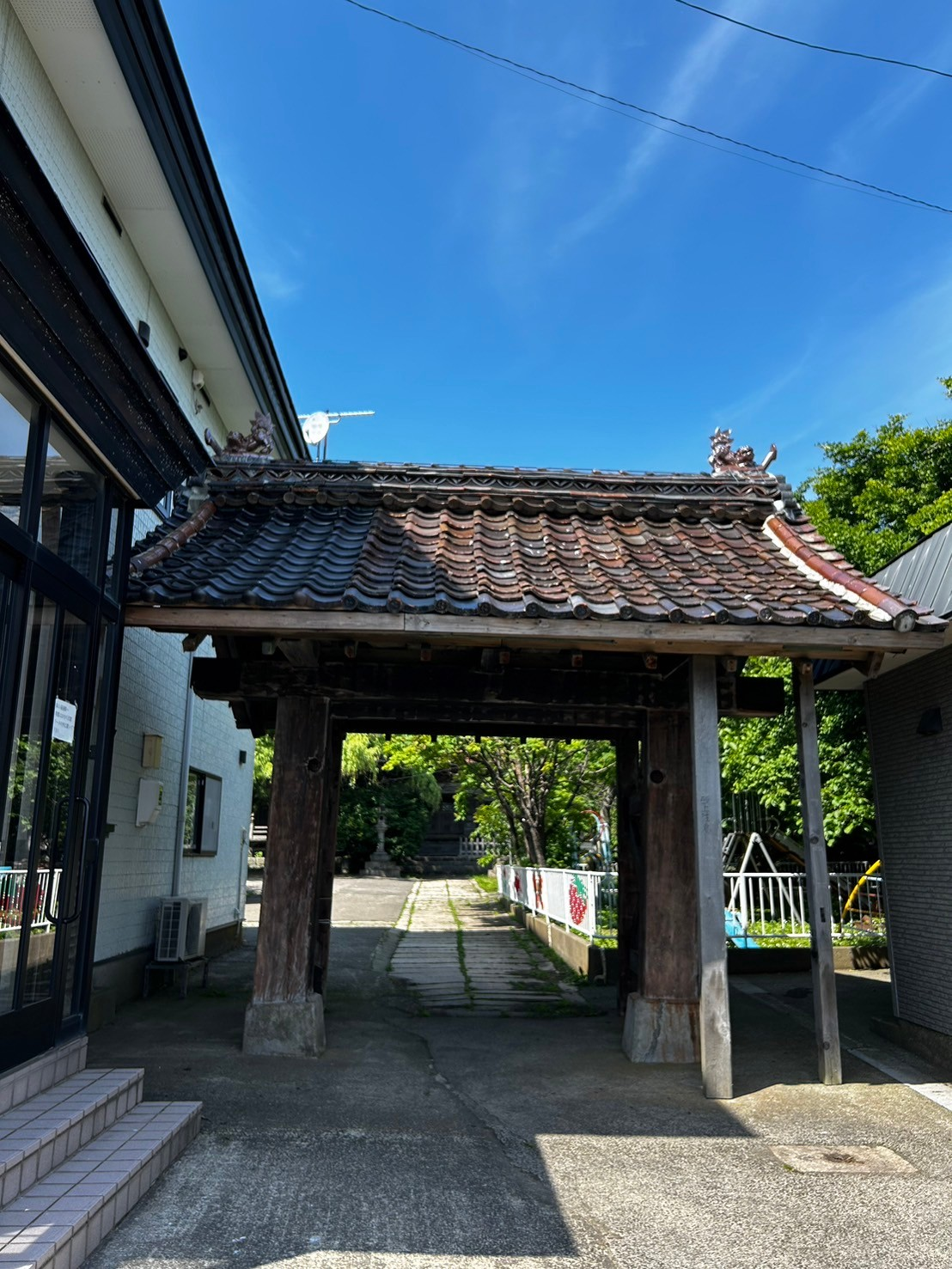
山門（旧・松前奉行所正門）

法華寺（ほっけじ）は、北海道松前郡松前町にある日蓮宗の寺院である。

## 歴史
山号は妙光山。寺院は莚師法縁、住職は親師法縁に属する。
1296年（永仁4年）に、日蓮の直弟子・六老僧の一人である日持によって上ノ国小堀村（現在の上ノ国町勝山）に創建され「玉持山法華堂」と呼ばれた。時が下り1514年（永正11年）に勝山館主の蠣崎光廣が松前の徳山館に本拠を遷した事に伴って松前に移転した。また同年には旧志苔館主であった小林良治も松前に移住したとされているが、次代当主の小林三左衛門によって先祖伝来の祖師像が法華寺に奉納された。1528年（享禄元年）5月には、京都本満寺の塔頭・玉持院2世の久遠院日尋が入寺し「法華寺」と号したとされる。このような経緯から、江戸時代には本満寺直末の別格中本寺として奥羽両州の同門末寺院を管轄し「奥羽二州触頭」と称され、同時代末期には遠国奉行の一つとして設置された松前奉行によって松前奉行所永代祈願所に指定された。このような経緯から徳川将軍家や村雲御所瑞龍寺門跡と深い縁を持ち、三つ葉葵紋が寺紋として定められた。
1872年（明治5年）10月25日に失火により焼失したが、1893年（明治26年）までに第28世・正運院日軌（貫名日軌）によって再建された。その際、日軌が師である金子日尹から譲られた祖師像が現在祖師堂に安置されており、1992年（平成4年）3月31日に北海道の有形文化財に指定されている。 また1895年（明治28年）には小松宮彰仁親王より「北海唱導発軫霊窟」の称号と「願満殿」の扁額が下賜された。
境内には、旧志苔館主・小林家や吉田家の霊廟、松前奉行・小笠原長幸や徳川軍埋葬塚などの墓域がある。またかつては、法華寺の一部をユースホステルとして開放した時期もあり「法華寺ホステル」や「法華寺ユースホステル」と呼ばれていた。

## 旧本末
日蓮宗は昭和16年に本末を解体したため、現在では、旧本山・旧末寺と呼びならわしている。
- 本山 廣布山本滿寺（京都府京都市上京区）
  - 本満寺 末：宗門史跡 妙光山法華寺（北海道松前郡松前町）
    - 法華寺 末：妙見山感應院（北海道松前郡松前町）－ 塔頭
    - 法華寺 末：大圓山妙蓮寺（北海道松前郡福島町）
    - 法華寺 末：日朝山国本寺（北海道上磯郡知内町）
    - 法華寺 末：妙宝山登順寺（北海道寿都郡寿都町）
    - 法華寺 末：一乗山實相寺（北海道留萌郡小平町）
    - 法華寺 末：久高山本澄寺（北海道苫前郡羽幌町）
    - 法華寺 末：妙見山大盛寺（北海道網走市桂町）
      - 大盛寺 末：明泰山日清寺（北海道斜里郡小清水町）

## 交通
- JR「木古内駅」より車で約60分。